# Gordon Gee

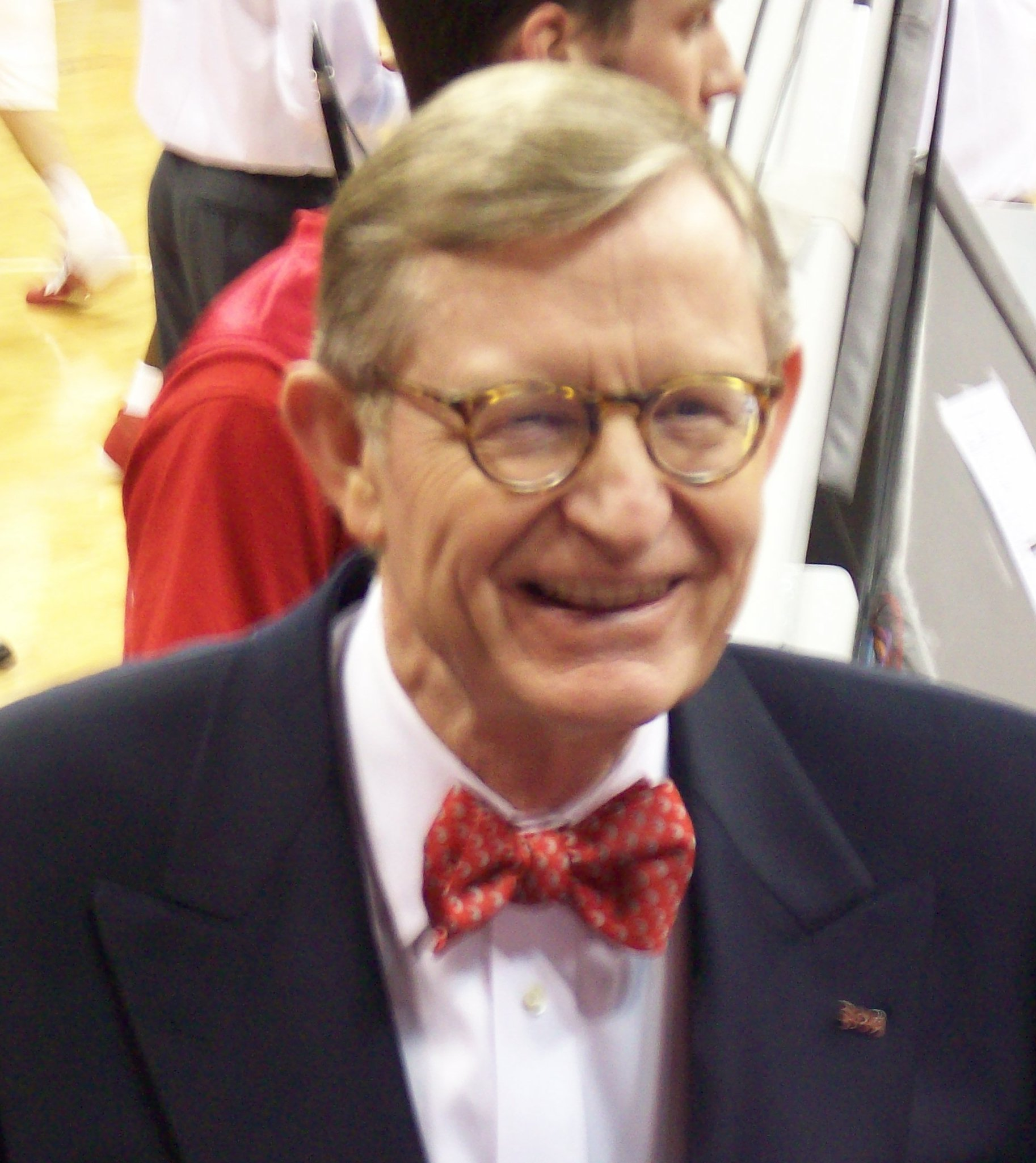
Gordon Gee

Gordon Gee (ur. w 1944) – amerykański akademik, rektor Uniwersytetu Stanu Ohio dwóch kadencji, wcześniej rektor Uniwersytetu Vanderbilta, Uniwersytetu Browna, Uniwersytetu Kolorado i Uniwersytetu Wirginii Zachodniej.
Znany jako osoba pełniąca największą liczbę kadencji rektorskich i jako rektor z najwyższą pensją (około 1 miliona dolarów).
W 2012 w publicznym przemówieniu wygłosił antypolski żart, co spotkało się z krytyką Polonii amerykańskiej.